# 6078 Burt
6078 Burt è un asteroide della fascia principale. Scoperto nel 1980, presenta un'orbita caratterizzata da un semiasse maggiore pari a 2,8068703 UA e da un'eccentricità di 0,1721928, inclinata di 8,35608° rispetto all'eclittica.